# Hypogastrura elegans
Hypogastrura elegans är en urinsektsart som först beskrevs av Edward Parfitt 1891.  Hypogastrura elegans ingår i släktet Hypogastrura och familjen Hypogastruridae. Inga underarter finns listade i Catalogue of Life.